# Ancient Soul
Ancient Soul (Originaltitel Mbah Jhiwo / Ancient Soul, auch Alma Anciana) ist ein Film von Alvaro Gurrea, der im Juni 2021 im Rahmen der Internationalen Filmfestspiele Berlin erstmals vorgestellt wurde.

## Handlung

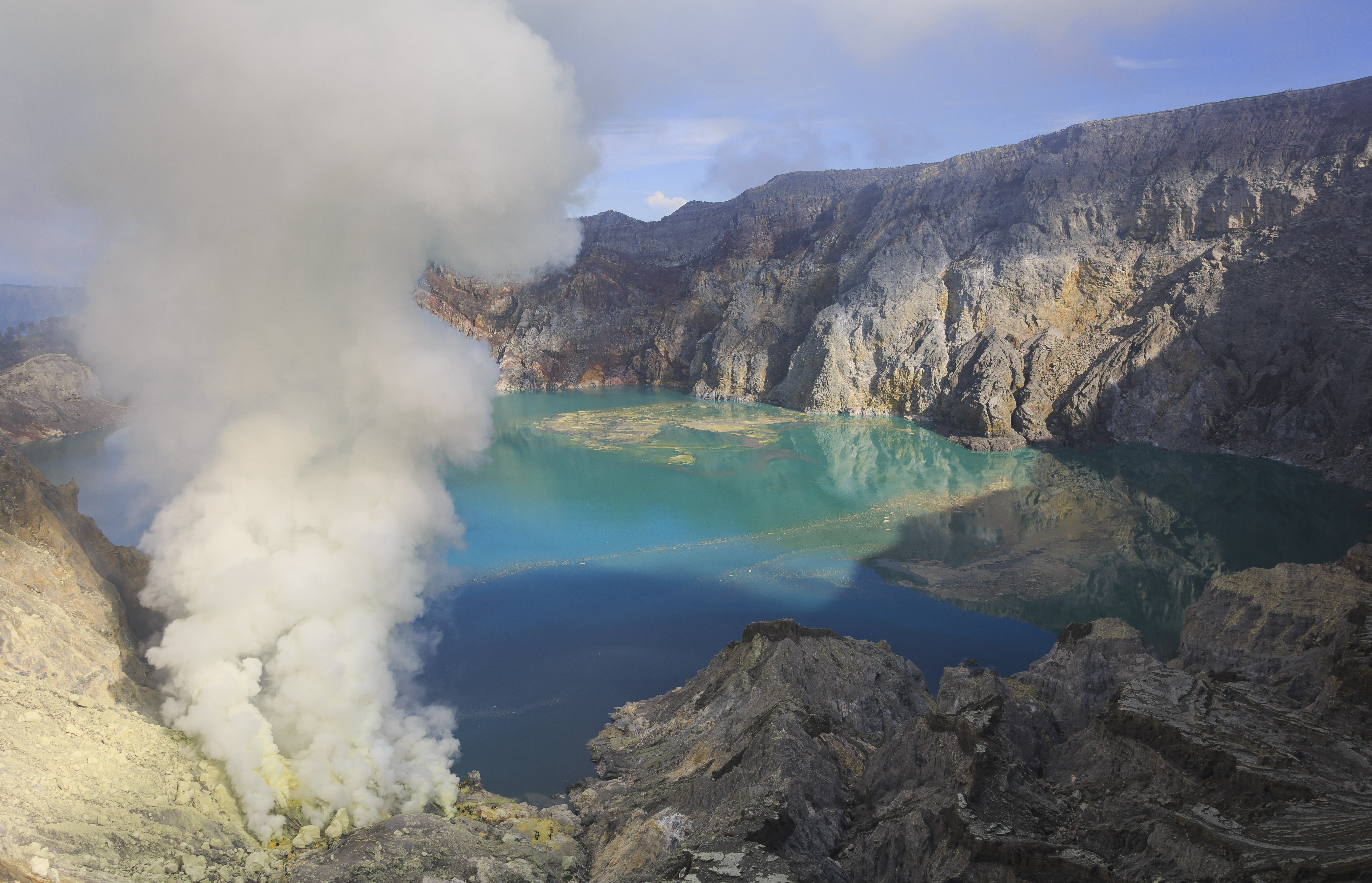
Der Vulkankomplex Ijen, am bekanntesten für den eingeschlossenen Kratersee

Yono, auch Mbah Jhiwo genannt, was „alte Seele“ bedeutet, ist einer der Bergleute, der täglich am Kater von Ijen, einem  Vulkankomplex in der östlichsten Provinz der indonesischen Insel Java, arbeitet und große Schwefelbrocken herumschleppt. Als seine Frau Oliv ihn und die Familie eines Morgens unerwartet verlässt, ändern sich für Yono die täglichen Routinen gravierend. Der tiefreligiöse Mann wendet sich vom Islam ab und dem Kapitalismus zu.

## Produktion
Es handelt sich um den Debütfilm von Alvaro Gurrea. Er führte Regie, schrieb das Drehbuch und fungierte auch als Kameramann.
Der Film wurde in Indonesien gedreht, wo der Spanier lange Zeit lebte. Er verarbeitet in dem Film das Motiv des Sisyphos-Mythos, der für seinen Frevel in der Unterwelt zur Strafe auf ewig einen Felsblock einen Berg hinaufwälzen muss, und die damit verbundene, sprichwörtlich gewordene Sisyphusarbeit. In seinem Film ist es ein Bergmann, der an den Hängen des Ijen große Schwefelsteine herumschleppt.
Eine erste Vorstellung des Projekts erfolgte im September 2020 beim San Sebastian International Film Festival in der Sektion Glocal in Progress. Im Juni 2021 wurde er im Rahmen der Internationalen Filmfestspiele Berlin beim Summer Special gezeigt und feierte hier am 10. Juni 2021 seine Weltpremiere. Ende Oktober 2021 wurde er im Rahmen der Viennale vorgestellt.